# Duvennest
Koordinaten: 53° 49′ N, 10° 48′ O

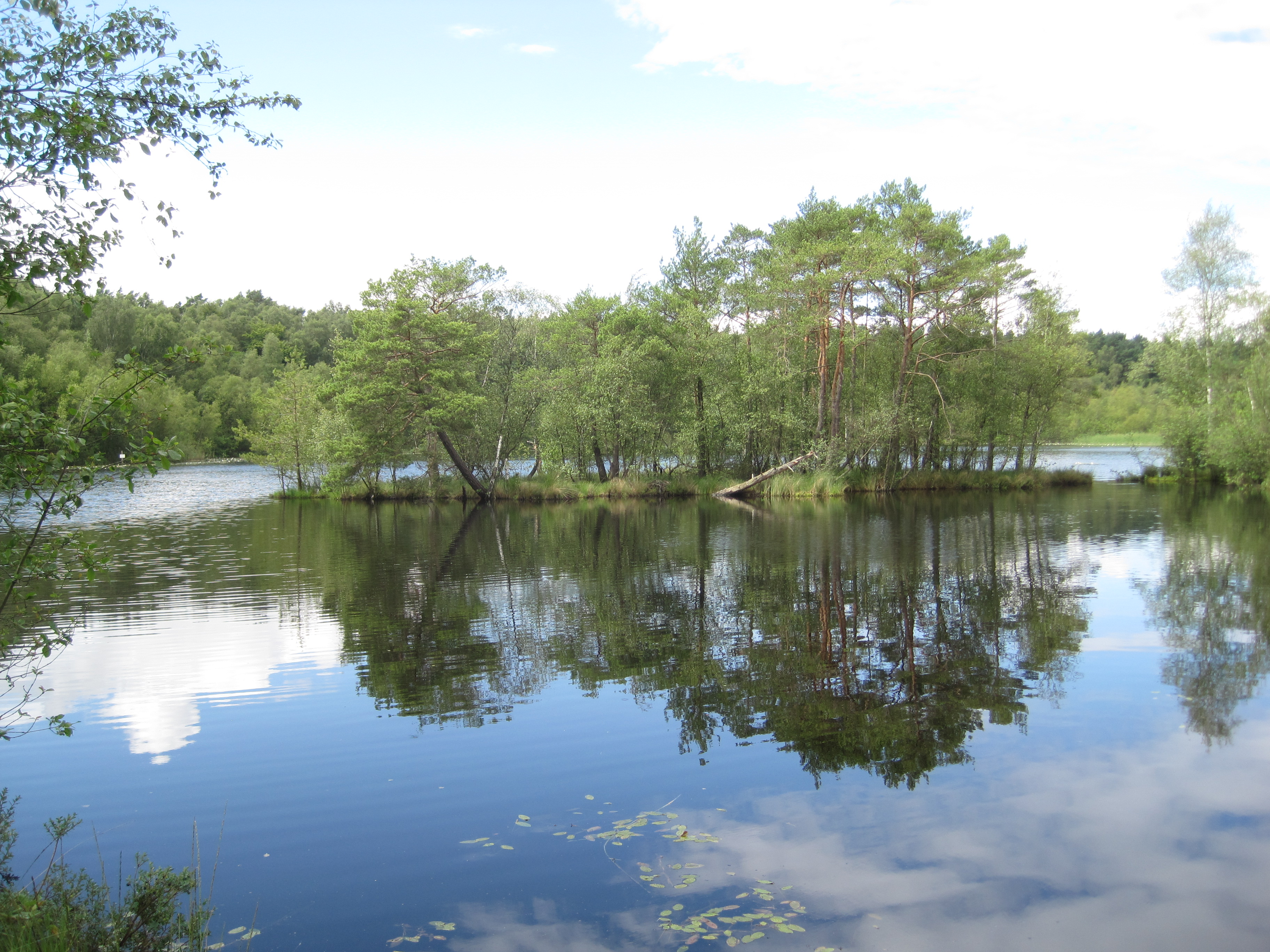
Duvennester Moor

Duvennest ist ein Ortsteil der Gemeinde Lüdersdorf im Landkreis Nordwestmecklenburg. Bis zum 30. Juni 1950 war der Ort eine eigenständige Gemeinde.
Der Ort wurde am 13. April 1320 erstmals urkundlich als Duuennest erwähnt. Entstanden ist er als Rundling. Am 1. Juli 1950 wurde aus den einstigen Gemeinden Schattin, Duvennest und Lenschow die neue Gemeinde Schattin gebildet. Am 1. Juli 1961 wurden Palingen, Herrnburg, Schattin und Lüdersdorf zur Gemeinde Lüdersdorf zusammengelegt.
Ansässig sind im Ort einige mittelständische und Kleinunternehmen sowie Vereine. Landwirtschaftliche Betriebe umgeben die Ortschaft.
Zwischen Duvennest und Herrnburg liegt das Duvennester Moor, ein Teich mit einer Größe von fast fünf Hektar. Der Besatz des Gewässers besteht aus Brachsen, Hechten, Karpfen und Rotaugen.
Im benachbarten Lübeck-Eichholz wurde nach 1945 der Duvennester Weg nach dem damals durch die Zonengrenze unerreichbar gewordenen Ort benannt.
Am 1. Juli 1950 wurde die Gemeinde Duvennest nach Schattin eingemeindet.